# Ludwik V Spokojny
Ludwik V Wittelsbach (ur. 2 lipca 1478, w Heidelbergu, zm. 16 marca 1544) – elektor Palatynatu reńskiego. Syn Filipa i Małgorzaty z Bawarii-Landshut.
Po śmierci ojca w 1508 roku przejął tytuł elektora. Ożenił się z Sibyllą z Bawarii – córką księcia Albrechta IV. Na sejmie w Augsburgu otrzymał od cesarza Maksymiliana I potwierdzenie tytułu elektora oraz dużą sumę pieniędzy za poparcie wyboru jego wnuka – Karola V, na cesarza.
Był przeciwnikiem reformacji, jednak w 1521 roku zaczął stosować politykę tolerancji dla innych wyznań. Po jego śmierci w związku z brakiem męskiego potomka elektorem został jego brat Fryderyk II.